# Gerard Kuiper
Gerard Peter Kuiper, nascut Gerrit Pieter Kuiper (Harenkarspel, Holanda del Nord, 7 de desembre de 1905-i mort a Ciutat de Mèxic el 23 de desembre de 1973) va ser un astrònom d'origen neerlandès nacionalitzat estatunidenc.
Nascut i educat als Països Baixos, Kuiper va arribar als Estats Units en 1933 on va desenvolupar una fructífera carrera en el camp de l'astronomia del sistema solar i és considerat com el pare de les ciències planetàries modernes.
Entre els seus treballs teòrics va desenvolupar nombrosos aspectes de la teoria de formació del sistema solar, com ara la formació de planetesimals i el paper exercit per les col·lisions en la història primitiva del sistema solar sent l'impulsor de la idea que els cràters terrestres provenien d'impactes amb cossos exteriors a la Terra. En aquells moments es pensava que estos eren d'origen volcànic.
Kuiper va liderar un important programa d'astronomia en l'infraroig des de vols a gran altura (12000 m). Entre els seus molts descobriments de caràcter observacional cal destacar-ne els descobriments de Nereida, una de les llunes de Neptú i Miranda una de les llunes d'Urà. També va col·laborar en el projecte Apol·lo al qual va estudiar la superfície de la Lluna i identificar possibles llocs d'aterratge per a la missió. Kuiper és especialment famós per haver suggerit l'existència d'un cinturó de material cometari romanent de la formació del sistema solar, confirmat des de 1991 i conegut en l'actualitat com cinturó de Kuiper.
Com a professor de la Universitat de Chicago, va ser director de tesi de Carl Sagan. El 1958, els dos van treballar en el programa militar classificat Projecte A119, la pla secret de la Força Aèria per detonar un cap nuclear a la Lluna.

## Honors
- El 1947, Kuiper va ser guardonat amb el Premi Jules Janssen de la Societat Astronòmica de França.
- El 1959, Kuiper va guanyar el Premi Henry Norris Russell de l'American Astronomical Society.
- El 1971, Kuiper va rebre la Medalla d'Or Kepler de l'Associació Nord-americana per a l'Avanç de la Ciència i l'Institut Franklin.

A més del planeta menor 1776 Kuiper, tres cràters (de Mercuri, de la Lluna i de Mart) i l'Observatori Kuiper Airborne ara fora de servei, també porten el seu nom.
Els astrònoms es refereixen a una regió de planetes menors més enllà de Neptú com el "Cinturó de Kuiper", ja que Kuiper havia suggerit que tals petits planetes o estels podrien haver-s'hi format. No obstant això, ell creia que aquests objectes haurien estat escombrats per les pertorbacions gravitacionals planetàries de manera que cap o pocs existirien allà avui.
El Premi Kuiper, nomenat en el seu honor, és el premi més distingit de la Division for Planetary Sciences de la American Astronomical Society, una societat internacional de científics planetaris professionals. El premi reconeix a destacats contribuents a la ciència planetària, i es concedeix anualment a científics els èxits de la seva vida han avançat més la nostra comprensió dels sistemes planetaris. Els guanyadors d'aquest premi inclouen Carl Sagan, James Van Allen i Eugene Shoemaker.